# Albrecht Langelüddeke
Albrecht Langelüddeke (* 26. Oktober 1889 in Heinade, Herzogtum Braunschweig; † 18. Januar 1977 in Hofheim am Taunus)  war ein deutscher Psychiater und Pionier der Forensischen Psychiatrie.

## Leben
Langelüddeke promovierte 1914 in Greifswald und habilitierte sich 1930 in Hamburg. Dort lehrte er als Dozent. Zum 1. Mai 1933 trat er der NSDAP bei (Mitgliedsnummer 3.003.560) und war auch Mitglied in der NSV, im NS-Dozentenbund und im NS-Ärztebund. Im November 1933 unterzeichnete er das Bekenntnis der deutschen Professoren zu Adolf Hitler. Von 1935 bis 1937 war er Direktor der Landesheilanstalt Haina im Regierungsbezirk Kurhessen und ab 1937 Direktor der Landesheilanstalt Marburg. Gleichzeitig lehrte er ab 1935 als außerordentlicher Professor an der Universität Marburg. Auch wirkte er am Erbgesundheitsobergericht Kassel. 1939 publizierte er über die Diagnose von Simulanten im Militär.
1946 auf Veranlassung der US-Militärregierung entlassen, führte er die Anstalt als leitender Arzt wieder von 1949 bis 1954. Anschließend arbeitete er als Psychiater und Gerichtsgutachter in Hamburg. Er verfasste 1950 das Lehrbuch Gerichtliche Psychiatrie, das bis in die 1980er Jahre nach mehrfachen Neuauflagen maßgeblich war. Seine an NS-Zwangsmaßnahmen durchgeführte Untersuchung über die geringere Rückfallquote von kastrierten Sexualstraftätern machte in den 1960er Jahren Aufsehen und beeinflusste die Debatte um das Sexualstrafrecht.

## Schriften
- Gerichtliche Psychiatrie. De Gruyter, Berlin 1950; 4. Auflage (mit Paul H. Bresser) 1976.
- Die Entmannung von Sittlichkeitsverbrechern. De Gruyter, Berlin 1963.